# Al fondo hay sitio
Al fondo hay sitio (abreviada AFHS) es una serie de televisión peruana de tragicomedia, creada y producida por Gigio Aranda y Efraín Aguilar para la cadena América Televisión. Es dirigida por Jorge Tapia y Toño Vega.
La serie sigue la historia de la rivalidad entre dos familias vecinas de niveles socioeconómicos totalmente opuestos. Es la primera serie de televisión producida en Perú en abordar el suspenso, el drama, la comedia, la acción y la tragedia en simultáneo, a través de diversas situaciones de conflicto social, romance, venganza y criminalística, siendo el suspenso, el género que más destaca. Además, la serie logra la mayor duración y el mayor éxito de entre todas las series producidas a nivel nacional.
Se estrenó el 30 de marzo de 2009 y finalizó el 5 de diciembre de 2016 contando con ocho temporadas. Sin embargo, luego de cinco años y medio, se retomó la continuidad de la serie, reestrenándose el 22 de junio de 2022, contando con un total de doce temporadas. Al fondo hay sitio ha recibido un total de 16 nominaciones y 24 victorias de los Premios Luces, otorgados por el diario El Comercio.

## Sinopsis
Una de las zonas residenciales más adineradas de Lima se ve sacudida con la llegada de los Gonzales, una familia que viene del interior del país a establecerse en una casa heredada a medio construir. Sus costumbres rurales incomodarán a los vecinos, sobre todo a los Maldini que no saben cómo deshacerse de los recién llegados.

## Argumento

### Primera etapa:Temporadas 1 - 8 (2009-2016)
Los Gonzales son una familia unida, alegre y extrovertida de nivel socioeconómico bajo conformada por Doña Nelly Camacho (Irma Maury), su nuera Charo Flores (Mónica Sánchez), sus nietos Joel Gonzales (Erick Elera), Grace Gonzales (Mayra Couto) y Jaimito Gonzales (Aaron Picasso/Andrés Mesía/Jorge Guerra), sus hijos Pepe Gonzales (David Almandoz) y Teresa Collazos (Magdyel Ugaz), su esposo Gilberto Collazos (Gustavo Bueno), y Tito Lara (László Kovács), el mejor amigo de Pepe, siendo Doña Nelly la matriarca de la familia. En un inicio, la mayoría de ellos viven felices en Huamanga pero la aparente trágica muerte de Lucho Gonzales (Bruno Odar), hijo de Nelly, esposo de Charo y sostén de la familia, los orilla a migrar a la ciudad de Lima, en donde se instalan en una casa a medio construir que es herencia de Pepe y Lucho, en donde se encuentran viviendo Pepe y Tito, la cual se encuentra ubicada en Las Lomas, una zona residencial en la Lima Metropolitana teniendo como vecinos, detractores y principales opositores a los Maldini. 
Los Maldini son una familia disfuncional, clasista y corrupta de nivel socioeconómico alto conformada por Francesca Maldini (Yvonne Frayssinet), su exesposo Bruno Picasso (Luis Ángel Pinasco), su hija biológica Rafaella Picasso (Bárbara Cayo), su hija "adoptiva" Isabella Picasso (Karina Calmet), su yerno Miguel Ignacio de las Casas (Sergio Galliani), sus nietos Fernanda de las Casas (Nataniel Sánchez) y Nicolás de las Casas (Andrés Wiese), y su mayordomo Peter McKay (Adolfo Chuiman); siendo Doña Francesca, la matriarca de la familia.
Dadas sus diferencias sociales, costumbristas, culturales y económicas, además de oscuros secretos del pasado, los Maldini intentarán desalojar a los Gonzales de su hogar hostigándolos y atentando contra el bienestar de sus vidas, misión que es prácticamente imposible dados los oscuros secretos de Francesca que son conocidos por Nelly. Sin embargo, con el paso del tiempo tanto Joel y Fernanda como Grace y Nicolás se van enamorando respectivamente, romances que se verán afectados por Francesca, Bruno, Isabella y Miguel Ignacio, quienes harán de todo para lograr separarlos y evitar que las dos familias se unan, ocasionando varias maldades como el hecho de que Fernanda durante su viaje forzado a Boston le sea infiel a Joel con Mike Miller (Joaquín de Orbegoso) y mucho después frustrando su boda con Joel, trayendo a Las Lomas a Cayetana Bogani (Alessandra Denegri) para hacerle la vida imposible a Grace, posteriormente induciendo a que Nicolás le sea infiel con Paola Pércovich (Emilia Drago), con Alejandra Altamirano (Ingrid Altamirano) y durante su viaje a Hawái con Abigail Chávez (Korina Rivadeneira), y tiempo después secuestrándolo y desheredándolo para evitar su boda con Grace.
Por otro lado, las villanías de los Maldini serán obstaculizadas con la llegada de los Llanos: sus principales opositores. Los Llanos son una familia astuta, poderosa y vengativa de nivel socioeconómico alto conformada por los hermanos Claudia Llanos (Úrsula Boza) y Leonardo Llanos (Marco Zunino), quienes emprenden una venganza contra los Maldini por todo el daño que la matriarca de la familia les ocasionó en el pasado, incluida la muerte de su padre Fernando Llanos (Daniel Britto), la cual fue provocada por Francesca cuando Fernando era su socio y ella le quebró su empresa para fundar la Constructora de las Casas únicamente por ambición, motivo por el cual los hermanos Llanos se infiltran en la vida de los Maldini para llevar a cabo su venganza mortal realizando todo tipo de acciones para acabar con todo lo que Francesca más ama.
Más adelante, se revela que Peter tuvo una historia amorosa en el pasado. Esta comienza desde que Rodolfo Rojas (Peter) desde que era joven se consideraba «El sheriff del barrio» y junto a su amigo Perico López (Roger del Águila) andaban detrás de una mujer bella llamada Socorro García (Regina Alcóver). Perico se compromete con ella y Rodolfo poco antes de su boda se mete con Socorro dejándola embarazada. Sin contarle a nadie lo sucedido, Socorro se va a vivir con su esposo Perico y tiene a su hijo llamado Manolo López (César Ritter). Debido a la fallida historia de amor, Rodolfo prefiere darle un nuevo rumbo a su vida, encontrando trabajo como mayordomo en la Casa Maldini adoptando entonces la identidad de Peter. Después de 30 años, Manolo llega a Las Lomas de parte de su "padre" Perico, con el propósito de ver a su mejor amigo Rodolfo por última vez, es ahí que Peter se reencuentra con Socorro después de varios años y aclaran toda la situación, dándole ella a conocer la historia a él próximo a irse. Sin embargo, la familia Rojas se unirá en la Casa Gonzales compartiendo momentos con los demás miembros de la familia de aquel hogar. Además a Las Lomas llegará Rubí San Román (Anahí de Cárdenas), la expareja de Manolo quien es una cantante ambiciosa y arribista que hace lo que sea para conseguir lo que quiere. Esta luego conocerá a los Maldini, colgándose de su fortuna mediante Nicolás y posteriormente de Miguel Ignacio. 
Con el pasar de los años, la familia Gonzales crecerá con la llegada de Alejo Flores (Roberto Moll), el padre de Charo, y con el nacimiento de Richard Junior Wilkinson (Ian Ameri Vera/Rodrigo Barba), el hijo de Teresa. Sin embargo, tendrán la vida mucho más complicada: primero, con la llegada de los Pachas, quienes son una familia cizañosa y arribista de nivel socioeconómico bajo, conformada por el patriarca Lucho, su amante y posterior esposa Reyna Pachas (Tatiana Astengo), sus hijos Shirley Gonzales (Areliz Benel) y Yoni Gonzales (Joaquín Escobar), y su suegra Emperatriz Montero (Mabel Duclós), que conforman la segunda familia de Lucho, a raíz de su infidelidad hacia Charo con Reyna en Ica. Lucho se revela como vivo y regresa a la vida de los Gonzales en Lima justificando su abandono y falsa muerte y pretendiendo recuperar su lugar como patriarca de la familia. Sin embargo, su farsa se acaba pronto cuando su segunda familia llega a Las Lomas para delatarlo, apoderarse de la Casa Gonzales y desbaratar sus vidas personales. Reyna obstaculizará continuamente la tranquilidad de Charo, mientras que Shirley se interpondrá en la relación de Grace y Nicolás, intentando que Nicolás le sea infiel a Grace con ella, y posteriormente, metiéndose en la relación de Grace con el profesor Gustavo Adolfo Bedoya (Jesús Alzamora), con el cual Shirley se obsesiona, luego de que éste no cede a corresponder sus sentimientos, iniciándose así rivalidades entre ambas madres e hijas. Paralelamente, la vida de los Maldini también se complicará más: primero, con la llegada de los padres biológicos de Isabella: Emiliano Pampañaupa (Tulio Loza), y Chabela Sulca (Ofelia Lazo), que llegan a Lima en búsqueda de su hija robada y cuando se descubre la verdad, Francesca acaba temporalmente en prisión, con los Maldini quedando desprestigiados y como delincuentes ante la sociedad, lo que les trae enfrentamientos con Anita Miller (Denisse Dibós), la madre de Mike. Más adelante, los Gonzales también se complicarán, con la muerte de la matriarca Doña Nelly; con la llegada de Koky Reyes (Paul Vega), quien mantendrá un romance con Charo sin saber ella que él pertenece a la mafia de Ángel Gaviria (Julián Legaspi), un narcotraficante que llega a Las Lomas para desbaratar la tranquilidad de muchos de los vecinos, ocasionando que algunos de los Gonzales junto a Nicolás terminen en prisión durante un largo período; y finalmente con el regreso de Grace, después de su falsa muerte y secuestro a manos de los Llanos.
Con el pasar de los años, los Maldini también sufrirán con la llegada de Sergio Estrada (Diego Bertie), un psiquiatra cizañoso que se infiltra en la Casa Maldini como enamorado de Isabella pero que en realidad planea vengarse de Francesca por el daño que le hizo en el pasado por lo cual se vuelve el aliado de Claudia. En simultáneo, con la llegada de Ariana Romero (Gisela Ponce de León), Milagros Sánchez (Cindy Díaz) y Emilia de la Borda (Carolina Cano), quienes se acercan románticamente a Nicolás, generándose una rivalidad entre ellas, la cual se desencadena más con la traición de Emilia a Ariana y con la muerte de Violeta Huamán (Ana María Jordán), la madre de Milagros y Rubí, quien muere atropellada por Emilia, siendo Francesca la cómplice del crimen con la finalidad de que Emilia se case con Nicolás y se convierta en su sucesora para que continúe con su legado. Y finalmente, con la muerte de Claudia a manos de Francesca lo que ocasiona la llegada de la madre de los hermanos Llanos: Carmen Torres (Teddy Guzmán), quien se infiltra en Las Lomas y recluta a Leonardo para que la ayude a vengar la "muerte" de Claudia. Carmen se propone continuar el legado de su hija "fallecida" culminando la venganza que Claudia dejó inconclusa por lo que comienza atormentar a Francesca culpándola del plan del secuestro y la aparente muerte de Grace, y finalmente, asesinando a Isabella, quien es la persona más amada y preciada por Francesca.
Los Gonzales son finalmente desalojados de Las Lomas siendo obligados a ver como su hogar es destruido a manos de Miguel Ignacio. Tras la muerte de Isabella, Bruno se aleja de Las Lomas, Fernanda y Nicolás se van a vivir respectivamente con Joel y Grace, y Rafaella se va con Pepe a una casa prefabricada ubicada en un terreno baldío, en la cual también se encuentran viviendo los Gonzales restantes, mientras que Francesca se queda únicamente con la compañía de Peter. Francesca decide vender su casa porque le trae recuerdos dolorosos y se muda con Peter a su casa de verano. Sintiéndose sola, Francesca le pide a Peter que se comunique con Fernanda, Nicolás, Rafaella, los Pachas y todos los Gonzales para pedirles que vivan con ella. Habiendo finalmente superado sus rivalidades y diferencias pasadas, y estando acompañados de los Pachas y los vecinos que residieron en Las Lomas, los Gonzales y los Maldini disfrutan de una gran celebración festejando su feliz unión y buena convivencia en honor a la fallecida matriarca Doña Nelly.

### Segunda etapa:Temporadas 9 - 12 (2022-2025)
Los Gonzales, Francesca y Peter se encuentran viviendo juntos y felices en la casa de verano, hasta que Francesca saliendo finalmente de su estado de shock permanente por la muerte de Isabella y recuperando nuevamente su lucidez desaloja de su casa a los Gonzales y se muda a la zona residencial Las Nuevas Lomas con Los Montalbán, quienes son una familia ambiciosa y arrogante de nivel socioeconómico alto conformada por el patriarca Diego Montalbán (Giovanni Ciccia), su hermana Macarena Montalbán (María Grazia Gamarra), y sus hijos Alessia Montalbán (Karime Scander) y Cristóbal Montalbán (Franco Pennano), quienes conforman la segunda familia de Francesca, quien se casa con Diego.
Los Gonzales se mudan nuevamente a un terreno baldío en donde construyen una nueva casa prefabricada, la cual se incendia, por lo que se quedan totalmente desamparados viéndose obligados a deambular por las calles y los parques hasta que gracias a la intervención anónima de Peter se recuperan instalándose en una casa a medio construir en Las Nuevas Lomas, en la cual los Gonzales pronto acogen a July Flores (Guadalupe Farfán), la sobrina de Charo, sin tener previo conocimiento alguno de que su nuevo hogar está ubicado al frente de la Mansión Maldini, en donde se encuentran viviendo Francesca, los Montalbán y Peter.
Sin poder soportar la idea de tener a los Gonzales nuevamente como vecinos, Francesca junto a los Montalbán harán lo que sea para intentar despojar a los Gonzales de su nuevo hogar atentando contra sus vidas y hostigándolos constantemente. Con el paso del tiempo, tanto Joel y Macarena, como Jaimito (Jimmy) y Alessia, y July y Cristóbal, se van acercando románticamente, por lo que Diego y Francesca pensarán en utilizar varias artimañas para intentar separarlos.
Amigos cercanos de los Maldini-Montalbán llegarán para obstaculizar a los jóvenes Gonzales como Remo Sánchez-Concha (Filippo Storino), el exenamorado de Alessia y amigo de Cristóbal que se convertirá en el rival de Jimmy, y Catalina (Matilde León), la amiga de Alessia interesada en Cristóbal que se convertirá en la rival de July. A su vez, los Gonzales también se verán afectados por las Pajares: Eva Mondragón (Diana Quijano) quien se infiltra como enamorada de Don Gilberto para llevar a cabo sus ambiciosos y vengativos planes, Dalila Pajares (Lucecita Ceballos) quien se enamora de Joel por lo que obstaculizará frecuentemente su amistad con Macarena, y Kimberly Torrejón (Brenda Matos) la exenamorada de Jimmy de quien se obsesiona por lo que atacará constantemente su romance con Alessia. Poco después, regresa Mike quien se convertirá en el enamorado de Macarena con quien crea una galería de arte, además Mike se volverá el asesor financiero de Francesca dentro de la Corporación Maldini.
Paralelamente, la tranquilidad de Francesca se verá amenazada con la llegada de La Mujer de Negro, una mujer misteriosa y anónima vestida totalmente de negro que la comienza acechar y atormentar desde las sombras, amenazándola con destruir a todos sus seres queridos los cuales son los integrantes restantes de su antigua familia como su exesposo Bruno y su hija Rafaella, además de los integrantes de su nueva familia quienes son los Montalbán. Tiempo después, se revela que La Mujer de Negro es Claudia, quien fingió su muerte tras haber logrado sobrevivir al mortal atentado de Francesca. Volviéndose más astuta, fría y calculadora, Claudia regresa para vengarse de su madre Carmen por haberlos abandonado a ella y a Leonardo cuando eran niños, y para continuar con mayor intensidad con su eterna venganza acabando con todo aquel que descubra su secreto de que sigue viva e infiltrándose en las vidas de los Montalbán como la amante de Diego y la mejor amiga de Macarena para finalmente desbaratar por completo la tranquilidad de su archienemiga Francesca.
Posteriormente, llega Laia Sanz (Álex Béjar), una española la cual es la exenamorada de Cristóbal que llega a Lima para reconquistarlo e intentar apoderarse del restaurante Francesca's por lo que se convertirá en la enemiga de July y Alessia. En paralelo con la llegada del Grupo 7, una orquesta de cumbia liderada por Franklin Pasache (Sebastián Ramos), quien buscando a un nuevo integrante para sus filas escoge a Jimmy hasta que este se cae del escenario y renuncia, por lo que el Grupo 7 busca a Joel para unirse a Franklin. Pero Joel termina siendo despedido porque Franklin siente que este lo opaca y después el grupo se disuelve por un reclamo de Macarena. Sin embargo, más tarde Franklin regresa para enamorar a Patty Pichilingüe (Melissa Paredes), una repartidora de delivery de la cual Joel se enamora, generándose nuevamente entre ellos una rivalidad por el amor de Patty.
Tiempo después, aparece Benjamín Chirinos (Vasco Rodríguez), un chico noble que empieza a cortejar a July. Sin embargo, poco después se revela que Benjamín es un psicópata por lo que se obsesiona con July estando dispuesto a hacer de todo para estar con ella y para deshacerse de Cristóbal y de cualquiera que se interponga en su camino incluyendo a los Gonzales llegando incluso a aliarse con Claudia uniéndose a ella en su venganza contra los Maldini-Montalbán. Posteriormente, Claudia secuestra a Francesca obligándola a firmarle varios documentos para así apoderarse de gran parte de sus inversiones dejándola cerca de la bancarrota, lo que a su vez desencadena el regreso de Laia para hacerse cargo del Francesca's, y la llegada de Xavi Sanz (David Villanueva), el padre de Laia, quien siguiendo a su hija llega a Las Nuevas Lomas para quedarse a vivir ahí convirtiéndose en el nuevo asesor de Francesca e interesándose románticamente en Charo interponiéndose en su relación con Koky, sin embargo, lo que nadie sabe excepto Laia es que Xavi realmente es un estafador con un largo historial de crímenes en el extranjero. Asimismo, Antonia Beltrán (Attilia Boschetti), la madre de Diego, invierte su dinero en la Corporación Maldini, adquiriendo la mayoría del accionariado de Francesca, convirtiendo a la familia Montalbán en socios de los Maldini, lo cual salva a Francesca de su crisis financiera provocada por Claudia.
Por otro lado, a la Casa Gonzales llegan Olinda Zapallal (Nidia Bermejo), la pareja y posterior esposa de Don Gilberto quien se convierte en la nueva matriarca de la familia tras el viaje permanente de Charo; Gaspar Goyeneche (Alejandro Villagomez), la pareja y el posterior esposo de Teresa; Lorena Contreras (Virna Flores), la pareja y posterior esposa de Tito quien en el pasado tuvo una aventura amorosa con Tito quedando embarazada de él pero eligiendo no decirle nada hasta varios años después; y Maripaz Contreras (Adriana Campos-Salazar), la joven hija de Tito y Lorena. 
Mucho después el reinado de terror de Claudia sobre Las Nuevas Lomas finalmente cesa tras esta ser asesinada a disparos por Francesca y enterrada por Diego. Luego Francesca y Diego en complicidad con Koky encubren el asesinato eliminando las pruebas de su crimen. Tras finalmente haberse deshecho de su peor enemiga luego de varios años de enfrentamiento, Francesca anhela comenzar una nueva vida llena de paz y tranquilidad junto a Diego. Sin embargo, la felicidad no le durará mucho tiempo y su paz y tranquilidad se verán destruidas con el surgimiento de un nuevo y misterioso villano que empieza a extorsionar a Francesca y Diego además de desenterrar el cuerpo de Claudia para implantarlo en el jardín de la Mansión Maldini bajo la finalidad de inculpar a Francesca y Diego por el asesinato ante la policía; con el regreso de Leonardo que se encuentra dolido por la muerte de su hermana y se muestra sospechoso ganándose nuevamente la confianza de Francesca a través de su dolor compartido por la muerte de Isabella; y con el regreso de Miguel Ignacio quien para gran frustración de Francesca se convierte en el nuevo director ejecutivo de la Corporación Maldini a pedido de Antonia y llega a Las Nuevas Lomas como nuevo vecino para perturbar la vida de Francesca y también para unirse a Diego convirtiéndose en una pesadilla viviente para los Gonzales restantes teniendo el ambicioso objetivo de nuevamente deshacerse de ellos planeando demoler la Casa Gonzales.

## Reparto

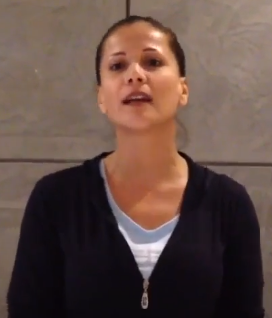
Mónica Sánchez es Charo Flores
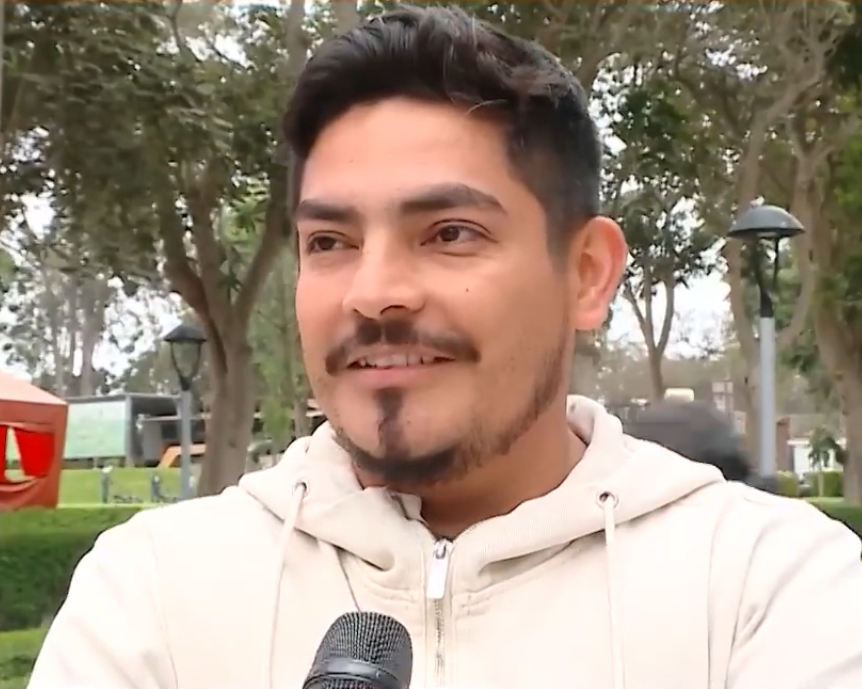
Erick Elera es Joel Gonzales
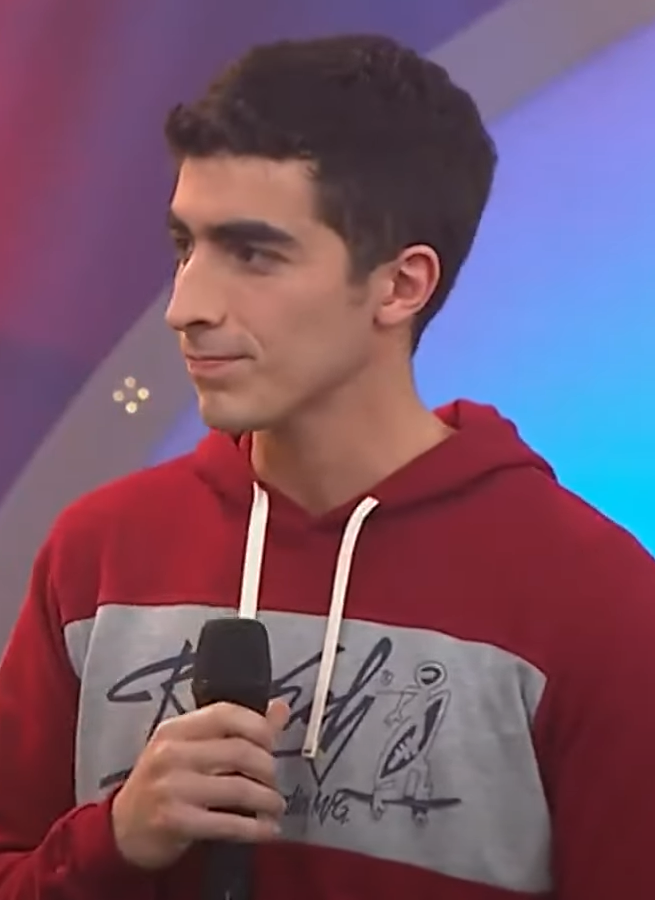
Jorge Guerra es Jimmy Gonzales
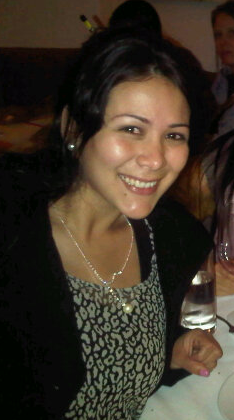
Magdyel Ugaz es Teresa Collazos
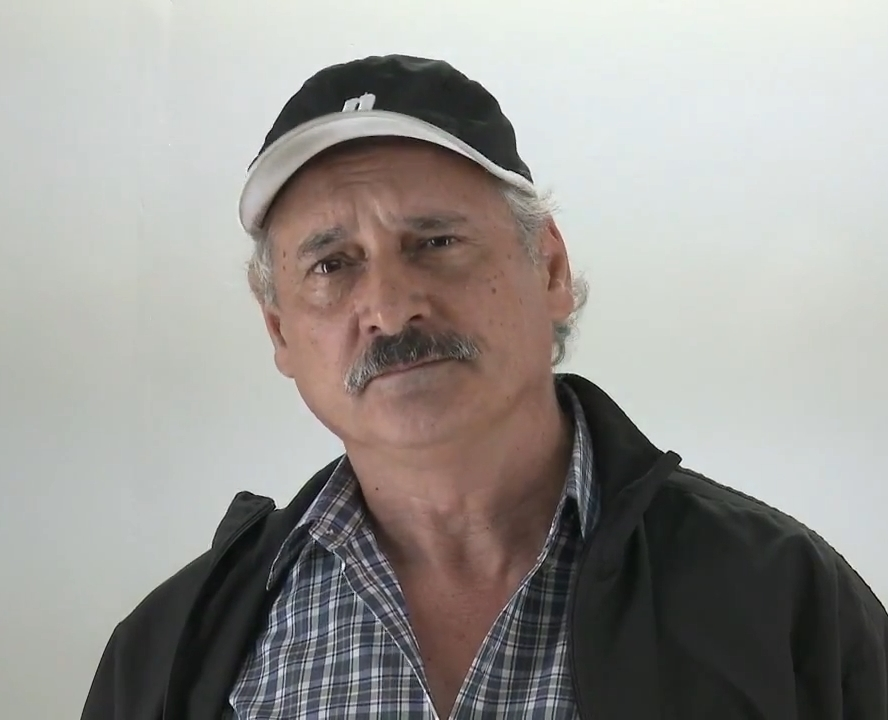
Gustavo Bueno es Gilberto Collazos
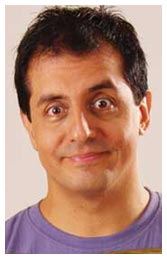
David Almandoz es Pepe Gonzales
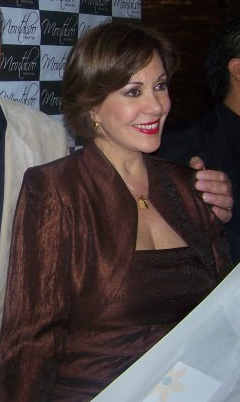
Yvonne Frayssinet es Francesca Maldini
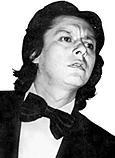
Adolfo Chuiman es Peter McKay
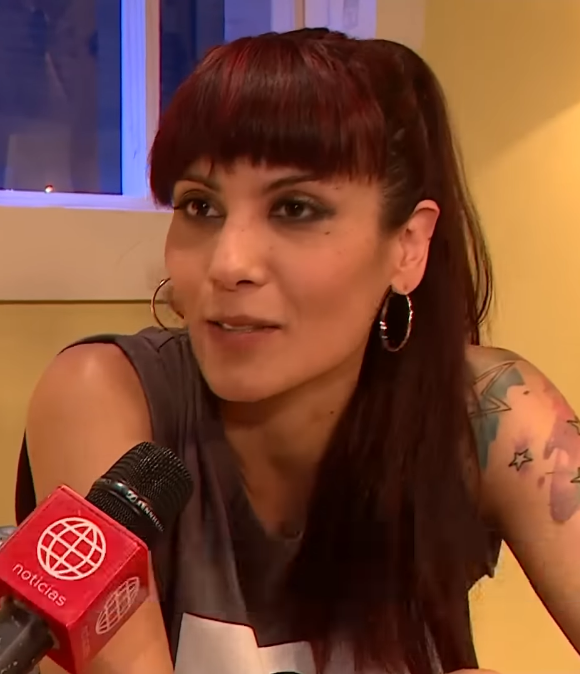
Úrsula Boza es Claudia Llanos
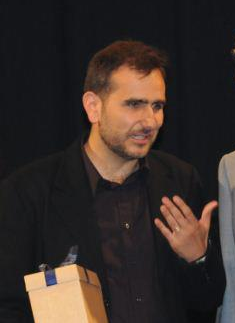
Giovanni Ciccia es Diego Montalbán

### Principales
La serie cuenta con un diverso reparto coral de actores nacionales e internacionales. La siguiente tabla, muestra a los personajes que conformaron o conforman el elenco principal y el rol que desempeñan en cada temporada.
| Intérprete                | Personaje                                           | Temporadas | Temporadas | Temporadas | Temporadas | Temporadas | Temporadas | Temporadas    | Temporadas    | Temporadas            | Temporadas    | Temporadas    | Temporadas    | Ref.   |
| Intérprete                | Personaje                                           | 1          | 2          | 3          | 4          | 5          | 6          | 7             | 8             | 9                     | 10            | 11            | 12            | Ref.   |
| ------------------------- | --------------------------------------------------- | ---------- | ---------- | ---------- | ---------- | ---------- | ---------- | ------------- | ------------- | --------------------- | ------------- | ------------- | ------------- | ------ |
| David Almandoz            | Pepe Gonzales                                       | Principal  | Principal  | Principal  | Principal  | Principal  | Principal  | Principal     | Principal     | Principal             | Principal     | Principal     |               | [ 13 ] |
| Fernando Bakovic          | Padre Manuel Armesto                                | Principal  | Principal  | Principal  | Principal  | Principal  | Principal  | Principal     | Principal     | Recurrente            | Recurrente    | Principal     | Principal     | [ 14 ] |
| Valeria Bringas           | Luciana del Prado                                   | Principal  | Invitada   | Recurrente | Recurrente | Recurrente | Recurrente |               | Archivo       |                       |               |               |               |        |
| Gustavo Bueno             | Gilberto Collazos                                   | Principal  | Principal  | Principal  | Principal  | Principal  | Principal  | Principal     | Principal     | Principal             | Principal     | Principal     | Principal     |        |
| Karina Calmet             | Isabel Pampañaupa / Isabella Picasso                | Principal  | Principal  | Principal  | Principal  | Principal  | Principal  | Principal     | Principal     | Archivo               | Archivo       | Archivo       | Principal     |        |
| Pierina Carcelén          | Liliana Morales                                     | Principal  | Archivo    |            |            |            |            |               | Archivo       |                       | Archivo       |               |               |        |
| Mayra Couto               | Grace Gonzales                                      | Principal  | Principal  | Principal  | Principal  | Principal  | Principal  | Invitada      | Principal     |                       | Archivo       |               |               |        |
| Adolfo Chuiman            | Rodolfo Rojas / Peter McKay                         | Principal  | Principal  | Principal  | Principal  | Principal  | Principal  | Principal     | Principal     | Principal             | Principal     | Principal     | Voz           |        |
| Erick Elera               | Joel Gonzales                                       | Principal  | Principal  | Principal  | Principal  | Principal  | Principal  | Principal     | Principal     | Principal             | Principal     | Principal     | Principal     |        |
| Paola Enrico              | María Elena                                         | Principal  |            |            |            |            |            |               |               |                       |               |               |               |        |
| Yvonne Frayssinet         | Francesca Maldini                                   | Principal  | Principal  | Principal  | Principal  | Principal  | Principal  | Principal     | Principal     | Principal             | Principal     | Principal     | Principal     |        |
| Sergio Galliani           | Miguel Ignacio de las Casas                         | Principal  | Principal  | Principal  | Principal  | Principal  | Principal  | Principal     | Principal     |                       | Archivo       | Invitado      | Principal     |        |
| László Kovács             | Tito Lara                                           | Principal  | Principal  | Principal  | Principal  | Principal  | Principal  | Principal     | Principal     | Principal             | Principal     | Principal     | Principal     |        |
| Irma Maury                | Nelly Camacho                                       | Principal  | Principal  | Principal  | Principal  | Principal  | Invitada   | Voz / Archivo | Voz / Archivo | Voz / Archivo         | Voz / Archivo | Voz / Archivo | Voz / Archivo |        |
| Aaron Picasso             | Jaimito Gonzales                                    | Principal  | Principal  | Principal  | Principal  | Principal  |            |               | Archivo       |                       | Archivo       |               |               |        |
| Mónica Sánchez            | Charo Flores                                        | Principal  | Principal  | Principal  | Principal  | Principal  | Principal  | Principal     | Principal     | Principal             | Principal     | Principal     |               |        |
| Nataniel Sánchez          | Fernanda de las Casas                               | Principal  | Principal  | Principal  | Principal  | Principal  | Principal  | Principal     | Principal     | Archivo / Voz         | Archivo / Voz | Archivo / Voz | Archivo / Voz |        |
| Daniela Sarfati           | Susú Ferrand                                        | Principal  | Principal  | Principal  |            | Principal  | Principal  |               | Invitada      |                       |               |               | Invitada      |        |
| Junior Silva              | Kevin Manrique                                      | Principal  | Principal  | Principal  | Principal  | Principal  |            |               | Invitado      | Recurrente            |               |               |               |        |
| Magdyel Ugaz              | Teresa Collazos                                     | Principal  | Principal  | Principal  | Principal  | Principal  | Principal  | Principal     | Principal     | Principal             | Principal     | Principal     | Principal     |        |
| Andrés Wiese              | Nicolás de las Casas                                | Principal  | Principal  | Principal  | Principal  | Principal  | Principal  | Principal     | Principal     | Archivo               | Archivo       | Archivo       | Archivo       |        |
| Úrsula Boza               | Claudia Llanos / Claudia Zapata / La Mujer de Negro | Recurrente | Principal  | Principal  | Principal  | Recurrente | Archivo    | Principal     | Principal     | Recurrente / Invitada | Principal     | Recurrente    | Archivo       |        |
| Daniela Camaiora          | Margarita Arizmendi                                 | Recurrente | Principal  | Principal  | Principal  | Archivo    |            |               | Invitada      |                       |               |               |               |        |
| Alessandra Denegri        | Cayetana Bogani                                     |            | Principal  |            |            | Invitada   | Principal  |               | Archivo       | Archivo               | Archivo       |               |               |        |
| Chiara Molina             | Mía Wong                                            | Recurrente | Principal  | Principal  | Principal  | Principal  | Principal  |               |               |                       |               |               |               |        |
| Kukuli Morante            | Gladys Rengifo                                      |            | Principal  | Principal  | Principal  |            | Principal  | Archivo       | Invitada      |                       |               |               | Invitada      |        |
| Joaquín de Orbegoso       | Mike Miller                                         |            | Principal  |            | Principal  | Principal  |            |               | Recurrente    |                       | Principal     |               |               |        |
| Luis Ángel Pinasco        | Bruno Picasso                                       | Recurrente | Principal  | Principal  | Principal  | Principal  | Principal  | Principal     | Principal     | Principal             | Principal     | Principal     | Principal     |        |
| Natalia Salas             | Andrea Aguirre                                      |            | Principal  | Principal  | Principal  | Principal  |            |               | Invitada      | Invitada              |               |               |               |        |
| Carlos Solano             | Félix Panduro                                       | Recurrente | Principal  | Principal  | Principal  | Principal  | Principal  | Principal     | Principal     | Principal             | Principal     | Principal     | Principal     |        |
| Christian Thorsen         | Raúl del Prado                                      | Recurrente | Principal  | Principal  | Principal  | Principal  | Principal  | Principal     | Archivo       |                       |               |               |               |        |
| Marco Zunino              | Leonardo Llanos / Leonardo Rizo-Patrón              |            | Principal  | Principal  | Principal  | Principal  | Archivo    |               | Recurrente    |                       | Archivo       |               | Principal     |        |
| Bárbara Cayo              | Rafaella Picasso                                    |            |            | Principal  | Principal  | Principal  | Voz        |               | Invitada      | Recurrente            | Archivo       | Archivo       | Invitada      |        |
| Bruno Odar                | Lucho Gonzales                                      | Invitado   | Invitado   | Principal  | Principal  | Principal  | Principal  | Principal     | Principal     |                       | Archivo       |               |               |        |
| Marcelo Oxenford          | Mariano Pen-Davis                                   | Recurrente | Recurrente | Principal  | Principal  | Archivo    | Invitado   | Archivo       | Archivo       | Archivo               | Invitado      |               | Invitado      |        |
| Jesús Alzamora            | Gustavo Adolfo Bedoya                               |            |            |            | Principal  |            |            |               |               |                       | Archivo       |               |               |        |
| Laura Aramburú            | Giovana Ugarte                                      |            |            | Recurrente | Principal  | Principal  |            |               | Archivo       |                       |               |               |               |        |
| Aurora Aranda             | Doris Mera                                          |            |            |            | Principal  |            |            |               |               |                       |               |               |               |        |
| Tatiana Astengo           | Reyna Pachas                                        |            |            | Recurrente | Principal  | Principal  | Principal  | Principal     | Principal     |                       |               |               |               |        |
| Areliz Benel              | Shirley Gonzales                                    |            |            | Recurrente | Principal  | Principal  | Principal  | Principal     | Principal     |                       |               |               |               |        |
| Joaquín Escobar           | Yoni Gonzales                                       |            |            | Recurrente | Principal  | Principal  | Principal  | Principal     | Principal     |                       | Archivo       |               |               |        |
| Alexandra Graña           | Paz Guerra                                          |            |            |            | Principal  |            |            |               | Archivo       |                       |               |               |               |        |
| Ofelia Lazo               | Chabela Sulca                                       |            |            |            | Principal  | Invitada   |            | Archivo       |               |                       |               |               | Archivo       |        |
| Ana Rosa Liendo           | Hermelinda Hermoza                                  |            |            | Recurrente | Principal  | Invitada   |            | Invitada      |               |                       |               |               | Invitada      |        |
| Tulio Loza                | Emiliano Pampañaupa                                 |            |            | Invitado   | Principal  | Invitado   |            | Invitado      | Archivo       |                       |               |               | Invitado      |        |
| Jean Franco Vértiz        | Bonifacio Pereyra                                   | Recurrente | Recurrente | Recurrente | Principal  |            |            |               | Invitado      |                       |               |               |               |        |
| Claudia Berninzon         | Queta Gibbs                                         |            |            |            |            | Principal  |            |               |               |                       |               |               |               |        |
| Denisse Dibós             | Anita Miller                                        |            |            |            |            | Principal  |            |               | Invitada      | Invitada              |               |               |               |        |
| Orlando Fundichely        | Dr. Carlos Cabrera                                  |            |            |            | Invitado   | Principal  | Principal  |               | Recurrente    |                       | Archivo       |               |               |        |
| Melania Urbina            | Monserrat Chafloque                                 |            |            |            | Invitada   | Principal  | Principal  | Principal     | Principal     |                       | Archivo       |               | Invitada      |        |
| Regina Alcóver            | Socorro García                                      |            |            |            |            |            | Principal  |               |               |                       |               |               |               |        |
| Anahí de Cárdenas         | Rufina Sánchez / Rubí San Román                     |            |            |            |            |            | Principal  | Principal     | Principal     |                       |               |               |               |        |
| Paolo Goya                | Hiro Moroboshi                                      |            |            |            |            | Recurrente | Principal  | Principal     |               | Principal             | Principal     |               |               |        |
| Andrés Mesia              | Jaime Gonzales                                      |            |            |            |            |            | Principal  | Principal     | Principal     |                       |               |               |               |        |
| Gianella Neyra            | Viviana Torres                                      |            |            |            |            | Invitada   | Principal  | Principal     |               |                       |               |               |               |        |
| César Ritter              | Manolo Rojas / Manolo López                         |            |            |            |            | Invitado   | Principal  | Principal     | Invitado      |                       | Archivo       |               |               |        |
| Mónica Torres             | Lucifer Delgado                                     |            |            |            |            | Recurrente | Principal  | Principal     | Principal     |                       | Archivo       |               |               |        |
| Roberto Moll              | Alejo Flores                                        |            |            |            |            |            | Principal  | Principal     | Principal     |                       | Invitado      |               |               |        |
| Paco Bazán                | Richard Wilkinson                                   |            |            |            |            |            |            | Principal     | Principal     |                       |               |               |               |        |
| Diego Bertie              | Dr. Sergio Estrada                                  |            |            |            |            |            |            | Principal     | Principal     |                       |               |               |               |        |
| Carolina Cano             | Emilia de la Borda                                  |            |            |            |            |            |            | Principal     | Principal     |                       |               |               |               |        |
| Mabel Duclós              | Emperatriz Montero                                  |            |            |            |            | Recurrente |            | Principal     | Principal     |                       |               |               |               |        |
| Cindy Díaz                | Milagros Sánchez                                    |            |            |            |            |            |            | Principal     | Invitada      |                       |               |               |               |        |
| Martha Figueroa           | Frida Betancourt                                    |            |            |            |            |            |            | Principal     | Principal     |                       | Recurrente    |               |               |        |
| Ana María Jordán          | Violeta Huamán                                      |            |            |            |            |            |            | Principal     | Invitada      |                       |               |               |               |        |
| Julián Legaspi            | Ángel Picasso / Ángel Gaviria                       |            |            |            |            |            |            | Principal     | Principal     |                       |               |               |               |        |
| Gisela Ponce de León      | Ariana Romero                                       |            |            |            |            |            |            | Principal     | Archivo       |                       |               |               |               |        |
| Juan Carlos Rey de Castro | Patrick Redhead                                     |            |            |            |            |            |            | Principal     | Principal     |                       |               |               |               |        |
| Paul Vega                 | Koky Reyes                                          |            |            |            |            |            |            | Principal     | Principal     | Principal             | Principal     | Principal     | Principal     |        |
| Vania Accinelli           | Pilar García                                        |            |            |            |            |            |            |               | Principal     | Archivo               |               |               |               |        |
| Javier Dulzaides          | Marco Sandoval                                      |            |            |            |            |            |            |               | Principal     |                       |               |               |               |        |
| Teddy Guzmán              | Carmen Torres / Rosa Pérez                          |            |            |            |            |            |            |               | Principal     | Invitada              | Recurrente    |               |               |        |
| Elisa Tenaud              | Belén Dávila                                        |            |            |            |            |            |            |               | Principal     |                       |               |               |               |        |
| Rodrigo Barba             | Richard Wilkinson Jr.                               |            |            |            |            |            |            |               |               | Principal             | Principal     | Principal     | Principal     | [ 15 ] |
| Giovanni Ciccia           | Diego Montalbán                                     |            |            | Recurrente |            |            | Invitado   |               |               | Principal             | Principal     | Principal     | Principal     |        |
| Guadalupe Farfán          | July Flores                                         |            |            |            |            |            |            |               |               | Principal             | Principal     | Principal     | Principal     |        |
| María Grazia Gamarra      | Macarena Montalbán                                  |            |            |            |            |            |            |               |               | Principal             | Principal     | Principal     | Principal     |        |
| Jorge Guerra              | Jimmy Gonzales                                      |            |            |            |            |            |            |               |               | Principal             | Principal     | Principal     | Principal     |        |
| Franco Pennano            | Cristóbal Montalbán                                 |            |            |            |            |            |            |               |               | Principal             | Principal     | Principal     | Principal     |        |
| Iván Queirolo             | Pedro Huapaya / Pierre Richelieu                    |            |            |            |            |            |            |               |               | Principal             | Principal     |               |               |        |
| Karime Scander            | Alessia Montalbán                                   |            |            |            |            |            |            |               |               | Principal             | Principal     | Principal     | Principal     |        |
| Nidia Bermejo             | Olinda Zapallal                                     |            |            |            |            |            |            |               |               |                       |               | Principal     | Principal     |        |
| Luis Salas                | Claudio Matarazzo                                   | Recurrente | Recurrente |            | Recurrente |            | Recurrente |               | Recurrente    | Invitado              | Recurrente    | Principal     | Principal     |        |
| Alejandro Villagomez      | Gaspar Goyeneche                                    |            |            |            |            |            |            |               |               |                       | Recurrente    | Principal     | Principal     |        |
| Adriana Campos-Salazar    | Maripaz Lara / Maripaz Contreras                    |            |            |            |            |            |            |               |               |                       |               | Recurrente    | Principal     |        |
| Virna Flores              | Lorena Contreras                                    |            |            |            |            |            |            |               |               |                       |               | Recurrente    | Principal     |        |
| Natali Zegarra            | Juana Zapallal                                      |            |            |            |            |            |            |               |               |                       |               | Recurrente    | Principal     |        |

### Recurrentes e invitados especiales

#### Introducidos en la primera temporada
- Efraín Aguilar como Juan Gonzales
- Héctor Jiménez como Rosendo Mallqui / El Chamán
- Luis Meneses como Comisario Bermúdez
- Carlos Cabrera como Silvestre
- Miguel Vergara como Pancho López
- Luis Trivelli como Dr. Luis Trivelli
- Manuel Escalante como Benito / Pacho
- Nico Ponce como Fabricio Becerra
- Marcial Matthews como Jacinto Tinoco
- Katia Salazar como Janet
- Andrea Barbier como Marilú
- Karla Medina como Verónica Miranda
- Sergio Gjurinovic como Mateo Wiese
- Haydeé Cáceres como Bertha Domínguez
- Amparo Brambilla como Vanessa Camacho
- Raúl Zuazo como Dr. César Miranda
- Óscar Ugaz como Robert Cercado
- Stephie Jacobs como Chiara Benavides
- Roxana Yépez como Patricia Miranda

#### Introducidos en la segunda temporada
- Pedro Olórtegui como Dr. Ronald Cross
- Luiggi Lomparte como Pedro
- Ubaldo Huamán como Carlos Carbajo
- Mariano Sábato como Tony Beteta
- Diego Seminario como Gianfranco Bogani
- Ana María Martínez como Maricucha Pflücker
- Francesca Zignago como Gigi
- Cecilia Brozovich como Laura Palma
- Rubén Martorell como Sebastián Bogani
- Marisa Minetti como Marishenka Bogani
- Rosario Zalvidea como Sofía Bogani
- Jesús Aranda como Dionisio Paredes
- Cathy Sáenz como Renata
- Olga Zumarán como Yolanda Arriola

#### Introducidos en la tercera temporada
- Emilia Drago como Paola Percovich
- Braulio Chappell como Rasec Vega
- Ingrid Altamirano como Alejandra Altamirano
- Miguel Arce como Lucas Boggio
- Lilian Schiappa como Valeria
- Maricris Rubio como Renata Newman
- Mariella Trejos como Mary Jane Smith
- Jhoany Vegas como Martita Gómez
- Nicolás Fantinato como Facundo Rollón
- Claudia Centeno como Federica
- Carlos Palma como Abel Ramírez
- Daniel Britto como Fernando Llanos
- Sully Sáenz como Lorena
- Gustavo Borjas como Anthony Pichilingüe
- Cristóbal Campos como Oto de las Casas

#### Introducidos en la cuarta temporada
- Mafe Valega como Mabel Wilson
- Gustavo Mac Lennan como Vittorio Maldini
- Alexandra Barandiarán como Cinthia Garatea
- Korina Rivadeneira como Abigail Chávez
- Génesis Tapia como Fanny V
- Carlos Montalvo como Randy «Cucaracha» Merino
- Emilram Cossío como Celedonio Pampañaupa
- Carolina Infante como Sandra Granda
- Carlos Cano como Billy Bedoya
- Mirtha Patiño como Carmela Vidal
- Gino Pesaressi como Lauro
- Lucía Oxenford como Francesca Maldini joven
- Aldo Pinasco como Bruno Picasso joven

#### Introducidos en la quinta temporada
- Mayra Najar como Alicia Cotito
- Américo Zúñiga como Toribio Cotito
- Malú Costa como Chris Poggy
- Enrique Urrutia como Roberto Estrada
- Milett Figueroa como Lucifer Delgado (versión imaginaria)
- Nicola Porcella como él mismo
- Angie Arizaga como ella misma
- Flavia Elera como Nelly Francesca de las Casas

#### Introducidos en la sexta temporada
- Juan Francisco Escobar como Peter McKay joven
- Roger del Águila como Perico López
- Fiorella Flores como Deborah Dora Ordinola
- Analía Rodríguez como Amélie Marceau
- Alicia Mercado como Kerly Troncoso
- María Angélica Vega como Rebeca Villafuerte
- Jesús Delaveaux como Guillermo Torres
- Deborah Berninzon como Morgana Centurión
- Mikael Cabrera como Oto de las Casas
- Luciana Blomberg como Magdalena Buenavista
- Valquiria Huerta como Micaela Fernández
- Guillermo Castañeda como Igor Llontop
- Leslie Shaw como Pamela
- Jorge Da Fieno como San Pedro
- Renato Bonifaz como Mauricio
- Jesús Neyra como Darío Duffoo y como Mateo Duffoo

#### Introducidos en la séptima temporada
- Ricardo Combi como Alonso Romero
- Macla Yamada como Briana Wilkinson
- Alfonso Dibós como Alfieri Tafur
- Susán León como Edith San Román
- Urpi Gibbons como Consuelo Alegría
- Francisca Aronsson como Danielita Reyes
- Emilio Noguerol como Santi Cross
- Germán Loero como Padre Xavier Carbonell
- Gabriela Villalobos Lizárraga como secretaria Thalia
- Mari Pili Barreda como Bárbara Aurich
- Ximena Díaz como Betty Franco
- Zoe Arévalo como Heidi Franco
- Britta Brockman como Helga
- Ekaterina Konysheva como Misha
- Carlos Gassols como Sergio Estrada padre
- Hertha Cárdenas como Sol
- Juan Carlos Fernández como él mismo
- Choca Mandros como él mismo

#### Introducidos en la octava temporada
- Luana Aguilar como Nelly Francesca de las Casas
- Alberick García como Atila
- Francisco Cabrera como Dr. Antonio Caballero
- Liliana Alegría como Julia Delgado
- Rocío Gómez como Miss Elizabeth
- Úrsula Boza como Carmen Torres joven
- Luiggi Lomparte como Pablo
- Marisela Puicón como Purita Neciosup
- José Dammert como Camilo de la Borda
- Pablo Villanueva «Melcochita» como Porfirio Pachas
- Cristina Benavides como Ivana Benavides
- Javier Valdés como Phillip Redhead
- Giselle Collao como Giannina Gandarillas
- Fiorella Pennano como Almudena del Río
- Miluska Eskenazi como Micheld
- Connie Chaparro como Dra. Fabiola del Valle
- Ian Ameri Vera como Richard Wilkinson Jr.
- Grapa Paola como Genoveva Maldini
- Manolo Rojas como Max Eneque
- Gustavo Cerrón como Roger Farrochumbe
- Thiago Basurto como Hilton Neciosup
- Tula Rodríguez como Dora Ilasaca
- Sonia Oquendo como Lucrecia Moncada
- Joselito Carrera como Jacob García
- Chiara Pinasco como Lucrecia Moncada joven
- Carlos Casella como Dr. Alfonso Gómez
- Joanna Boloña como Donna Wilson

#### Introducidos en la novena temporada
- Rocío Limo como María Elena Lavado / La Mujer de Negro
- Brenda Matos como Kimberly Torrejón
- Edson Dávila «Giselo» como él mismo
- Natalie Vértiz como Estefanía
- Alexander Blas como Henry Gonzales
- Matilde León como Catalina Pardo y Mesones
- Filippo Storino como Remo Sánchez-Concha
- Ruth Razzeto como Señora McKenzie
- William Bell-Taylor como Arti Rivas
- Isabel Chappell como Nuria
- Ernesto Pimentel como La Chola Chabuca y como La Tía Zoila
- José Sarmiento como alcalde Rolando
- Jorge Saavedra «Flautín» como él mismo
- Liz Mariana Godoy como Zulimar Rodríguez
- Óscar Yépez como Bernardo de la Mata
- Cécica Bernasconi como Silvana Müller
- Lucecita Ceballos como Dalila Pajares
- Paul Beretta como Profesor Locatelli
- Renata Flores como ella misma
- Giovanni Ciccia como Atinor Montalbán
- Patricio Suárez-Vértiz como él mismo
- Attilia Boschetti como Antonia Beltrán

#### Introducidos en la décima temporada
- Alonso Cano como Mohamel Alí
- Óscar Pacheco como Justo Flores
- Anaí Padilla como Rosa Sulca
- Melissa Peschiera como Clara Ruiseñor
- Fiorella Luna como Helena Aguayo
- Adriana Quevedo como Chela Aguayo
- Diana Quijano como Eva Mondragón
- Franco Iza como Javier Alegría
- Álex Béjar como Laia Sanz
- Akemy Calderón como Clarita Melchor / Paquita Yunque
- Natalia Montoya como Felicia Alegría
- Sebastián Ramos como Franklin Pasache
- María Victoria Santana como Pasita
- Esteban Recagno como Tommy
- Melissa Paredes como Patty Pichilingüe
- Sandro Monzante como Silvio Fierro
- Sasha Kapsunov como Dr. Fabián Cortés
- Carla Barzotti como Cassandra
- Lucía de la Cruz como Maruja Huamán
- Olga Kocitzkaya como Valeria
- Jane Yogi como Señora Li
- Silvia Chávez como Licenciada Rita
- Alana La Madrid como Vivian
- Deborah Merino como Dolores Morales
- Vasco Rodríguez como Benjamín Chirinos
- Marcelo Oxenford como Luigi Corleone
- Lucy Bacigalupo como Kathy Huamán
- Julio Andrade como Walter Pichilingüe

#### Introducidos en la undécima temporada
- Vanessa Demichelli como Fátima Contreras
- David Villanueva como Xavi Sanz
- Claudia Serpa como Lili
- Gabriel Meneses como Valentino Bocanegra
- Paul Martin como Emilio Concha
- Tula Rodríguez como Estela Vargas
- Francesca Vargas como Leydi Matute
- Fabián Calle como Margarito Barrionuevo
- Hugo Salazar como «Mil voces»
- Valkiria Aragón como Lilith
- Christian Calderón como Maycol Yacson Bolívar
- Gina Yangali como Marjorie Manrique
- Manolo Rojas como El Muqui
- Gonzalo Revoredo como Maximiliano Márquez
- Andrea Luna como Romina Ferrari
- Gia Rosalino como Ana Lucía Bisbal
- Axah como Anastasia Dupeyrón
- Rafael Cardozo como Joel Gonzales (versión imaginaria)
- Carlos Thornton como Salvador Ocampo Masckemeier
- Johanna San Miguel como Madeleine Masckemeier
- Elena Romero como Alicia Espinosa
- Mara Minor como Lola Locatelli
- Mia Owens como Kamila

#### Introducidos en la duodécima temporada
- Adolfo Aguilar como Orlando
- Fiorella Florez como Greta
- Beatriz Hou como Hou[16]
- Isaac Robledo como Hernán
- Macarena Argote como Angelita Llanos
- Daniela Olaya como Lucero Bobadilla
- Carmela Medina como Cocó
- Laly Goyzueta como Perla Chacón
- Cecilia Rechkemmer como Marisa Valdizán
- Matías Spitzer como Francisco Vivas
- Vanessa Jerí como Bambi Bambarén
- Fernando Niño como Juan Pablo Sambucetti
- Yaremís Rebaza como gelatinera
- André Silva como León Zárate «El León de la Cumbia»
- Hugo Salazar como Inocencio
- Karina Calmet como Marcela
- Ximena Palomino como Yesenia
- Camila Guimet como Miranda

## Temporadas
| Temporada | Temporada | Episodios | Episodios | Emisión original      | Emisión original        |
| Temporada | Temporada | Episodios | Episodios | Primera emisión       | Última emisión          |
| --------- | --------- | --------- | --------- | --------------------- | ----------------------- |
|           | 1         | 189       | 189       | 30 de marzo de 2009   | 29 de diciembre de 2009 |
|           | 2         | 202       | 202       | 1 de marzo de 2010    | 10 de diciembre de 2010 |
|           | 3         | 196       | 196       | 28 de febrero de 2011 | 15 de diciembre de 2011 |
|           | 4         | 208       | 208       | 27 de febrero de 2012 | 14 de diciembre de 2012 |
|           | 5         | 198       | 198       | 4 de marzo de 2013    | 9 de diciembre de 2013  |
|           | 6         | 204       | 204       | 3 de marzo de 2014    | 15 de diciembre de 2014 |
|           | 7         | 194       | 194       | 2 de marzo de 2015    | 1 de diciembre de 2015  |
|           | 8         | 192       | 192       | 29 de febrero de 2016 | 5 de diciembre de 2016  |
|           | 9         | 130       | 130       | 22 de junio de 2022   | 23 de diciembre de 2022 |
|           | 10        | 244       | 244       | 9 de enero de 2023    | 22 de diciembre de 2023 |
|           | 11        | 180       | 180       | 8 de abril de 2024    | 20 de diciembre de 2024 |
|           | 12        | —         | —         | 17 de febrero de 2025 | —                       |

## Producción
La serie fue propuesta por Efraín Aguilar, iniciada con la idea de sustituir las temporadas de la serie Así es la vida en el 2008, cuando este notó una reducción de la audiencia. Previamente ya se elegía al elenco principal con los actores de la serie en diciembre de ese año y los primeros cástines con otros actores fue en febrero del 2009.

"Estoy contentísimo con el final de la serie Así es la vida y aunque no estuve de acuerdo al principio, creo que se tomó la mejor decisión. Como actores, no podemos quedarnos en la misma rutina."
Aguilar en una entrevista por Perú 21 el 15 de noviembre de 2008.

La idea fue aceptada por el presidente del canal, el boliviano Eric Jurgensen. Bajo el nombre provisional «La casa se respeta», se planificó que tuviera una duración inicial de tres temporadas para evitar el cansancio de la audiencia. Contó como guionistas, además de Gigio Aranda, a Yashim Bahamonde, Pablo Guerra, Jaime Nieto y Rasec Barragán. Aranda señaló en 2014 que su objetivo es que la «familia se [reúna] frente a un televisor a ver el programa [...] y que sus hijos [puedan] ver». Posteriormente, Estela Redhead, esposa de Gigio Aranda, asumió la producción general de la serie a partir de la novena temporada.
El argumento se basó en el sketch «Los vecinos de Ate y La Molina» del programa cómico El especial del humor, el cual era parodia de dos vecinas racistas conviviendo con un grupo de clase baja. El contenido también era una parodia, con un toque cómico y romántico de la realidad social en Lima. La serie recurre al concepto del clasismo como también ancla indiosincracia de las familias involucradas, Aguilar reconoció la «existencia del clasismo y el racismo» plasmados con comedia a través de las sociedades de la serie, además la serie contiene varias referencias a anécdotas de la cultura popular local.
La serie esperó hasta seis meses, pasando por la secuela de la miniserie Rita y yo, y la secuela Las locas aventuras de Jerry y Marce en enero de 2009 (este último un spin-off de Así es la vida). Un mes después se iniciaron las grabaciones, antes de su estreno. Ya en la televisión, se había estrenado el primer episodio el 30 de marzo del 2009 con 31 puntos de índice de audiencia. Para evitar problemas con el reparto, Aguilar estableció en 2011 que los actores no deberían ventilar su vida personal.
El set original —en donde también se había grabado Así es la vida— se ubicaba en el distrito limeño de Lince, del 2009 hasta el 2016. Después de su demolición, se ha construido una zona residencial real. Además, en la tercera temporada se contó con un presupuesto de 15 mil dólares para grabar cada episodio. Durante las ocho temporadas, 1583 episodios fueron emitidos de lunes a viernes, cada episodio cuenta con una duración de 40 minutos aproximadamente, excepto los finales de temporada. Debido a que se emitieron casi ininterrumpidamente cada año, excepto en la estación de verano y días festivos, la serie fue artificialmente incorporada de tramas simultáneamente propias de los personajes.
En 2015, se anunció que su banda sonora original se distribuiría vía Warner Music.
En noviembre de 2021, se anunció que la serie estuvo tentado a reestrenarse en el año 2022. Un mes después, se confirmó el regreso del show con su novena temporada y se lanzó un avance tras el final de la serie De vuelta al barrio. Para ese entonces, para el inicio de temporada, se reubicaron las localizaciones centradas en las familias Gonzales y Maldini (cuyo hogar inicial se encontró en Las Casuarinas).
Con la salida voluntaria de Aguilar del proyecto, la dirección general de los nuevos episodios recayó en Gigio Aranda.  Aranda lidera un grupo de siete guionistas que crean historias de los personajes y situaciones diferentes de forma independiente. Por su parte, Aguilar descartó intervenir extraoficialmente en el proyecto y que la producción nunca lo invitó.
En 2023, la banda musical Grupo 7 se formalizó oficialmente como agrupación musical en la vida real. Si bien los temas fueron interpretados dentro de la serie, en febrero de 2024 se lanzó el tema «Acaba con el calor» con ayuda de Erick Elera. Ese mismo año se renombró como «Somos 7».
En abril de 2024, en una entrevista para El Comercio, Aranda reveló que inicialmente quería que el regreso de la serie en 2022 no sea tomado como una nueva temporada sino como un nuevo proyecto titulado Al fondo hay sitio otra vez que serviría como secuela y reboot suave de las primeras ocho temporadas. Sin embargo, para su lanzamiento finalmente se optó por una continuación directa estableciéndose así como la novena temporada la cual daría inicio a la nueva etapa de la serie.
En 2025 se anunció que se filmaría en China como parte de la promoción de la duodécima temporada. Contaría con la participación del Grupo de Medios de China. También en ese año, la productora Estela Redhead anunció la transmisión de un capítulo que será escenificado completamente en vivo.

## Recepción
En 2010, la serie obtuvo por ANDA el Premio a la excelencia en programa de entretenimiento en radio o TV junto al canal América Televisión. Ganó repetidas veces Premios Luces a mejor producción local (que son otorgados por el diario El Comercio, dueños del canal América) además de nominaciones a mejor actriz y mejor actor.
Michelle Alexander, productora que también trabaja para el canal América, señaló que el programa ganó popularidad al variar los núcleos dramáticos que le permite extenderse por varias temporadas. Debido a su éxito, la primera etapa es retransmitida desde el 14 de marzo de 2016 a la 1:00 p. m. por América TV, posteriormente ralentizó su horario para llegar a las 4 p. m., cuya retransmisión se finalizó el 9 de julio de 2020. Además fue exportado a otros países de Latinoamérica como Estados Unidos, en donde se emitió en el conocido canal Telemundo.
A pesar de su buena recepción en el país de origen, la producción peruana para julio de 2022 tiene calificaciones mixtas a nivel internacional, ya que en el sitio web IMDb (tiene 5.5/10 con 225 votantes) y en FilmAffinity (tiene 3/10 con 75 votantes). El crítico Fernando Vivas comentó que «es irresistiblemente light [...], se ceba en los múltiples encuentros y desencuentros de los dos clanes que son vecinos accidentales [...] pero evitando dramas sombríos, tragedias, vicios e ítems polémicos». Una tesis de la PUCP destacó la similitud de comportamientos sociales de la clase popular peruana citando y comparando los acontecimientos de la cuarta temporada.
Por otro lado, la serie generó controversias a lo largo de su historia. En 2012, el arqueólogo Walter Alva criticó el tratamiento que se recibió al Señor de Sipán en sus localizaciones. En 2024, el diario La República afirmó que el programa había bajado sus estándares de calidad en sus filmaciones, en que se comparó con su competidor de Latina Televisión, Pituca sin lucas.

### Audiencia
A partir de los datos de Kantar Ibope Media:
La primera temporada inició con 31 puntos y continuó como uno de los programas más vistos con un promedio diario de 30 a 40 puntos de índice de audiencia.
- El final de temporada en donde se muestra la boda frustrada de Tito y Liliana, el descubrimiento de Francesca sobre el romance secreto de Joel y Fernanda, el divorcio de Isabella y Miguel Ignacio debido a su infidelidad con Liliana, el primer beso entre Charo y Raúl, y el descubrimiento de Claudia sobre el oscuro secreto de Francesca registró alrededor de 36 a 43 puntos de audiencia.[73]

En la segunda temporada, durante el episodio 129 en donde Claudia disparó contra Peter, se hizo en el sector A/B un promedio de 44 puntos con picos de 52.
- El final de temporada —de dos horas— hizo picos de 59.8 puntos y un promedio de 50.7 en el segmento A/B, el cual terminó en gran suspenso debido a que se muestran acontecimientos como la confesión de amor y el primer beso entre Grace y Nicolás, el matrimonio de Isabella y Leonardo en un resort de Paracas, la revelación de la hermandad de Claudia y Leonardo, el oscuro secreto revelado de Francesca y la boda frustrada de Charo y Raúl debido a la «resurrección» de Lucho.[76][77][74][78][75]

La tercera temporada se estrenó el 28 de febrero de 2011 con una audiencia de 42.5 puntos.
- El episodio 128 en donde la boda de Charo y Lucho es frustrada debido a la llegada de Reyna Pachas y sus hijos Shirley y Yoni (la desconocida segunda familia de Lucho) hizo un promedio de 41.7 puntos de índice de audiencia.[78]
- El final de temporada de dos horas en donde se muestra la boda frustrada de Teresa y Mariano por la intervención de Francesca, la fuga de Francesca y Mariano de Las Lomas, el nacimiento de Oto (hijo de Miguel Ignacio y Gladys), el matrimonio secreto de Fernanda y Joel por la iglesia, la aparición de Emiliano Pampañaupa (padre biológico de Isabella) y el regreso de Claudia quien durante la escena final aparece en el hospital para raptar a Oto, registró una audiencia de 38.3 puntos.

La cuarta temporada se estrenó el 27 de febrero de 2012con 38.3 puntos.
- El episodio 3 en donde se muestra el secuestro y la aparente muerte de Oto a manos de Claudia logró 36 puntos.
- El episodio 95 en donde se muestra la boda civil frustrada de Fernanda y Joel debido a la trampa de Miguel Ignacio en la despedida de soltero de Joel registró 33 puntos.
- El episodio 206 en donde Fernanda y Joel son secuestrados y están a punto de morir a manos de Claudia alcanzó los 34.5 con picos de 41.7 puntos de rating.[82]
- El final de temporada de 2 horas en donde se muestra el abandono de Gladys a Miguel Ignacio tras descubrir su infidelidad, la boda frustrada de Peter y Doris, el arresto de Francesca por el secuestro de Isabella recién nacida, la muerte de Mariano a manos de Claudia, el embargo de la Casa Gonzales, la llegada de Monserrat (ahijada y supuesta amante de Lucho), la llegada de Carlos Cabrera (antiguo interés amoroso de Charo) y la duda sobre el posible embarazo de Grace mostrado durante la escena final hizo 32.8 puntos y 41.1 puntos en cada hora respectivamente.[83]

La quinta temporada se estrenó el 4 de marzo de 2013 con 35.6 puntos.
- El episodio 121 en donde Claudia aparece proyectada en un video desde la cárcel en el teatro al final de la obra de Leonardo para revelarle a los Maldini su verdadera identidad hizo 37 puntos.
- El episodio 164 en donde se muestra la boda de Grace y Nicolás logró un promedio general de 38.6 puntos con picos de 43.4.[85]
- El final de temporada de 2 horas en donde se muestra el regreso y arresto de Leonardo, el nacimiento de Nelly Francesca (hija de Grace y Nicolás), el regreso de Cayetana (archienemiga de Grace), la llegada de Manolo (desconocido hijo biológico de Peter) y la aparición de Viviana (nuevo interés amoroso de Raúl) hizo un promedió de 32.7 en su primera hora y 38.9 en su segunda hora.

La sexta temporada se estrenó el 3 de marzo de 2014 con 30.9 puntos.
- El episodio 2 en donde se muestra el infarto y la muerte de Doña Nelly tras ganarse la lotería logró 28.7 puntos.[87]
- El final de la sexta temporada de 2 horas en donde se muestra la ruptura del romance de Francesca y Carlos, el fallido plan de Cayetana para frustrar el matrimonio de Fernanda y Joel, la boda lograda de ambos y el accidente automovilístico mortal de Grace y Nicolás, registró 39.2 puntos de índice de audiencia con picos de 49.[88]

La séptima temporada se estrenó el 2 de marzo de 2015 con 36 puntos.
- Por transmisiones especiales como la Copa América, los Juegos de Toronto y la Champions en América Televisión, la serie se estableció en el horario de las 8:30 p. m.[90]
- El episodio 61 en donde la boda de Shirley y Patrick es frustrada debido a que Fernanda le revela las mentiras de Reina y Shirley logró 31.8 puntos.[91]
- El episodio 120 en donde la boda de Rubí y Miguel Ignacio es frustrada debido al secuestro de Violeta y Milagros a manos de Claudia registró una cantidad de 27.8 puntos.[92]
- El final de temporada de 2 horas en donde se muestra el accidente mortal de Patrick y Richard, la muerte de Claudia a manos de Francesca, la salida de Raúl con Betty de Las Lomas, el arresto de Ángel Gaviria junto a Nicolás, Fernanda y parte de los Gonzales, y la "resurrección" de Grace, logró 39.2 puntos de índice de audiencia y llegó a picos de 49 puntos en el sector D/E, según lo que informó Ibope.[93][75]

La octava temporada se estrenó el 29 de febrero de 2016 con 37.1 puntos.
- El episodio 67 en donde la boda de Nicolás y Emilia es frustrada debido a la intervención de Carmen Torres quien aparece con Grace y deja impactados a Nicolás y los Gonzales tras ver que Grace sigue viva hizo 33.6 con picos de 43.4 puntos.[95]
- El final de temporada de 2 horas en donde se muestra la recuperación total de Nelly Francesca, el arresto de Emilia por atropellar mortalmente a Violeta, la muerte de Isabella a manos de Carmen Torres, el inicio de la destrucción de la Casa Gonzales a manos de Miguel Ignacio, el abandono definitivo de Gladys a Miguel Ignacio y la unión de los Gonzales y los Maldini en un solo hogar logró 41.3 puntos.[96]

La novena temporada se estrenó el 22 de junio de 2022 con 30.6 puntos.
- El episodio 64 en donde Diego Montalbán descubre el gran engaño de su hijo Cristóbal logró un promedio de 24.9 puntos.[78][98]
- El episodio 77 en donde la boda de Pepe y Rafaella es frustrada por la intervención de La Mujer de Negro quien le dispara a Rafaella hizo 26.4 puntos de sintonía.[99]
- El final de temporada de 2 horas en donde se muestra la separación definitiva de Charo y Koky, la enfermedad mental de Don Gilberto, la revelación de la verdadera identidad de La Mujer de Negro, el descubrimiento de Francesca sobre el secreto de Peter, el primer beso entre Jimmy y Alessia y la "resurrección" de Claudia y su revelación como Victoria (la misteriosa fan enamorada de Diego Montalbán), concluyó con 21.9 puntos en los Hogares Lima y con 22.1 puntos en Lima+6 ciudades.[100]

En la décima temporada, durante el episodio 129 en donde se muestra la boda forzada de Jimmy y Kimberly y la boda frustrada de Don Gilberto y Eva debido al descubrimiento de las verdaderas intenciones de Eva, se hizo 23.9 puntos.
- El episodio 203 en donde se muestra el secuestro de July a manos de Benjamín y su posterior rescate a manos de Cristóbal lideró el rating con 23.8 puntos de audiencia.[102]
- El final de temporada de 2 horas en donde se muestra el regreso de Don Alejo, el escape de Claudia del hospital psiquiátrico, la boda frustrada de Joel y Patty, la boda lograda de Macarena y Mike, el primer beso entre July y Cristóbal, el secuestro de Francesca a manos de Claudia y el atentado mortal de Benjamín en contra de Alessia registró picos de más de 26 puntos de rating.[103]

En la duódécima temporada, el primer capítulo estrenado en febrero de 2025 alcanzó 19.3 puntos con un pico de 25.7 en sectores DE.

### Premios y nominaciones
| Año  | Premio                       | Categoría                                                           | Nominación a                                | Resultado | Ref.            |
| ---- | ---------------------------- | ------------------------------------------------------------------- | ------------------------------------------- | --------- | --------------- |
| 2009 | Premios Luces de El Comercio | Mejor producción local                                              | Al fondo hay sitio                          | Ganadora  | [ 105 ]         |
| 2009 | Premios Luces de El Comercio | Mejor actriz de TV                                                  | Magdyel Ugaz                                | Ganadora  | [ 105 ]         |
| 2009 | Premios Luces de El Comercio | Mejor actor de TV                                                   | Adolfo Chuiman                              | Ganador   | [ 105 ]         |
| 2010 | Premios ANDA                 | Premio a la excelencia en programa de entretenimiento en radio o TV | Al fondo hay sitio                          | Ganadora  |                 |
| 2010 | Premios Luces de El Comercio | Mejor producción local                                              | Al fondo hay sitio                          | Ganadora  |                 |
| 2010 | Premios Luces de El Comercio | Mejor actriz de TV                                                  | Yvonne Frayssinet                           | Ganadora  |                 |
| 2010 | Premios Luces de El Comercio | Mejor actor de TV                                                   | Adolfo Chuiman                              | Ganador   |                 |
| 2011 | Premios Luces de El Comercio | Mejor producción local                                              | Al fondo hay sitio                          | Ganadora  |                 |
| 2011 | Premios Luces de El Comercio | Mejor actriz de TV                                                  | Mónica Sánchez                              | Ganadora  |                 |
| 2011 | Premios Luces de El Comercio | Mejor actriz de TV                                                  | Irma Maury                                  | Nominada  |                 |
| 2011 | Premios Luces de El Comercio | Mejor actor de TV                                                   | Sergio Galliani                             | Ganador   |                 |
| 2011 | Premios Apdayc               | Mejor actriz                                                        | Yvonne Frayssinet                           | Nominada  |                 |
| 2012 | Premios Al Aire              | Mejor escena de acción                                              | Erick Elera, Nataniel Sánchez y Úrsula Boza | Ganadores |                 |
| 2012 | Premios Luces de El Comercio | Mejor producción local                                              | Al fondo hay sitio                          | Ganadora  | [ 106 ] [ 107 ] |
| 2012 | Premios Luces de El Comercio | Mejor actriz de TV                                                  | Tatiana Astengo                             | Nominada  | [ 106 ] [ 107 ] |
| 2012 | Premios Luces de El Comercio | Mejor actriz de TV                                                  | Yvonne Frayssinet                           | Nominada  | [ 106 ] [ 107 ] |
| 2013 | Premios Luces de El Comercio | Mejor producción local                                              | Al fondo hay sitio                          | Ganadora  | [ 108 ] [ 109 ] |
| 2013 | Premios Luces de El Comercio | Mejor actriz de TV                                                  | Denisse Dibós                               | Nominada  | [ 108 ] [ 109 ] |
| 2013 | Premios Luces de El Comercio | Mejor actriz de TV                                                  | Tatiana Astengo                             | Ganadora  | [ 108 ] [ 109 ] |
| 2013 | Premios Luces de El Comercio | Mejor actor de TV                                                   | Adolfo Chuiman                              | Ganador   | [ 108 ] [ 109 ] |
| 2013 | Premios Luces de El Comercio | Mejor actor de TV                                                   | Orlando Fundichely                          | Nominado  | [ 108 ] [ 109 ] |
| 2014 | Premios Luces de El Comercio | Mejor producción local                                              | Al fondo hay sitio                          | Ganadora  | [ 110 ] [ 111 ] |
| 2014 | Premios Luces de El Comercio | Mejor actriz de TV                                                  | Gianella Neyra                              | Nominada  | [ 110 ] [ 111 ] |
| 2014 | Premios Luces de El Comercio | Mejor actriz de TV                                                  | Tatiana Astengo                             | Ganadora  | [ 110 ] [ 111 ] |
| 2014 | Premios Luces de El Comercio | Mejor actor de TV                                                   | Adolfo Chuiman                              | Ganador   | [ 110 ] [ 111 ] |
| 2014 | Premios Luces de El Comercio | Mejor actor de TV                                                   | César Ritter                                | Nominado  | [ 110 ] [ 111 ] |
| 2014 | Premios Luces de El Comercio | Mejor actor de TV                                                   | Sergio Galliani                             | Nominado  | [ 110 ] [ 111 ] |
| 2014 | Premios Al Aire              | Mejor villana                                                       | Úrsula Boza                                 | Ganadora  |                 |
| 2014 | Premios Al Aire              | Mejor villana                                                       | Anahí de Cárdenas                           | Nominada  |                 |
| 2014 | Premios Al Aire              | Mejor villana                                                       | Alessandra Denegri                          | Nominada  |                 |
| 2015 | Premios Luces de El Comercio | Mejor producción local                                              | Al fondo hay sitio                          | Ganadora  | [ 112 ] [ 113 ] |
| 2015 | Premios Luces de El Comercio | Mejor actriz de TV                                                  | Tatiana Astengo                             | Ganadora  | [ 112 ] [ 113 ] |
| 2015 | Premios Luces de El Comercio | Mejor actor de TV                                                   | César Ritter                                | Nominado  | [ 112 ] [ 113 ] |
| 2015 | Premios Luces de El Comercio | Mejor actor de TV                                                   | Sergio Galliani                             | Ganador   | [ 112 ] [ 113 ] |
| 2015 | Premios Al Aire              | Villana del 2015                                                    | Úrsula Boza                                 | Ganadora  |                 |
| 2015 | Premios Al Aire              | Villana del 2015                                                    | Alessandra Denegri                          | Nominada  |                 |
| 2015 | Premios Al Aire              | Villana del 2015                                                    | Anahí de Cárdenas                           | Nominada  |                 |
| 2016 | Premios Luces de El Comercio | Mejor producción local                                              | Al fondo hay sitio                          | Ganadora  | [ 114 ]         |
| 2016 | Premios Luces de El Comercio | Mejor actriz de TV                                                  | Teddy Guzmán                                | Nominada  | [ 115 ]         |
| 2016 | Premios Luces de El Comercio | Mejor actriz de TV                                                  | Mayra Couto                                 | Ganadora  | [ 116 ]         |
| 2022 | Premios El Popular           | Mejor actriz                                                        | Yvonne Frayssinet                           | Ganadora  | [ 117 ]         |
| 2022 | Premios El Popular           | Mejor actor                                                         | Gustavo Bueno                               | Ganador   | [ 117 ]         |
| 2022 | Premios EDBT                 | Mejor actor                                                         | Giovanni Ciccia                             | Ganador   |                 |
| 2022 | Premios Luces de El Comercio | Mejor ficción                                                       | Al fondo hay sitio                          | Ganadora  | [ 118 ] [ 119 ] |
| 2022 | Premios Luces de El Comercio | Mejor actriz de TV                                                  | Guadalupe Farfán                            | Nominada  | [ 118 ] [ 119 ] |
| 2022 | Premios Luces de El Comercio | Mejor actriz de TV                                                  | Magdyel Ugaz                                | Ganadora  | [ 118 ] [ 119 ] |
| 2022 | Premios Luces de El Comercio | Mejor actor de TV                                                   | Giovanni Ciccia                             | Ganador   | [ 118 ] [ 119 ] |
| 2022 | Premios Luces de El Comercio | Mejor actor de TV                                                   | Jorge Guerra                                | Nominado  | [ 118 ] [ 119 ] |
| 2023 | Premios MMCMQLT              | Mejor dupla cocinera                                                | Guadalupe Farfán y Franco Pennano           | Ganadores |                 |
| 2023 | Premios MMCMQLT              | Mejor dupla cocinera                                                | Karime Scander y Jorge Guerra               | Nominados |                 |
| 2023 | Premios MMCMQLT              | Mejor dupla cocinera                                                | Brenda Matos y Lucecita Ceballos            | Nominadas |                 |
| 2023 | Premios MMCMQLT              | Mejor dupla cocinera                                                | María Grazia Gamarra y Joaquín de Orbegoso  | Nominados |                 |
| 2023 | Premios MMCMQLT              | Mejor dupla cocinera                                                | Fiorella Luna y Adriana Quevedo             | Nominadas |                 |
| 2023 | Produ Awards                 | Mejor serie de comedia                                              | AFHS: Volver a empezar                      | Finalista |                 |
| 2024 | Premios Luces de El Comercio | Mejor ficción                                                       | Al fondo hay sitio                          | Nominada  | [ 120 ]         |
| 2024 | Premios Luces de El Comercio | Mejor actriz de TV                                                  | Úrsula Boza                                 | Nominada  | [ 120 ]         |
| 2024 | Premios Luces de El Comercio | Mejor actriz de TV                                                  | Yvonne Frayssinet                           | Nominada  | [ 120 ]         |
| 2024 | Premios Luces de El Comercio | Mejor actor de TV                                                   | Giovanni Ciccia                             | Nominado  | [ 120 ]         |

## Productos y otras actividades
Dada la popularidad de la serie, comenzaron a comercializarse productos licenciados oficiales de todo tipo. La primera venta fue por la Embotelladora Don Jorge, que anunció una promoción sobre la serie en sus dos bebidas. Tanto en "Perú Cola" e "Isaac Kola" en las que venían pegatinas sobre los personajes caricaturizados de la serie ubicados en la parte posterior de la etiqueta. Dicha campaña duró entre septiembre y noviembre de 2010. En noviembre de dicho año, la empresa José R. Lindley promocionó en su producto casi 120 tarjetas coleccionables de la serie, llamadas Frugos Kards. A diferencia de la anterior, venían por separado donde tenían fotografías de ellos. La industria Navarrete sacó 3 álbumes de figuritas correspondientes a las 3 primeras temporadas. El álbum de la temporada 3 fue publicado usando impresión en 3D.
La empresa D'Onofrio sacó la promoción ¿Quién es el más rico?, consistente en helados basados en algunos de los personajes de la serie. En 2024, lanzó un panetón tematizado que fue presentado en la serie por el personaje Joel Gonzales.
El elenco principal del programa se presentó inicialmente en eventos sociales en Lima. Posteriormente, se realizaron en espectáculos circenses. Además, participaron en varias ediciones de la Teletón Perú. En las siguientes temporadas, el reparto principal se mostró en el festival peruano en el estado estadounidense de Nueva Jersey, el estadio Santa Cruz de Bolivia y otros eventos en Europa. Además, la serie tuvo tres temporadas de teatro entre 2010 y 2012; y también se planeó realizar una adaptación mexicana bajo la producción de Televisa y se planteó realizar una película basada en la serie para 2017, sin embargo, ambos proyectos se cancelaron por motivos desconocidos.